# Concord Production Inc.
Concord Production Inc. (協和電影公司) est une société de production fondée à 50 % par Bruce Lee en 1972 à Hong Kong (colonie) aux côtés de Raymond Chow, fondateur de Golden Harvest. Le logo de Concord Production Inc. apparait pour la première fois dans la version originale du film La Fureur du dragon. Bruce Lee était à la tête des décisions créatives, et Chow était responsable de l'administration. Les actions sont vendues par l'épouse de Bruce Lee, Linda, à  Raymond Chow en 1976.

## Productions
- The Game of Death (死亡的遊戲)[5],film inachevé en raison de la mort de Bruce Lee . Composé d'un peu plus de 30 minutes de séquences en 1972 en co-production avec Golden Harvest . En 1978, la Golden Harvest a réécrit le film en ignorant complètement les intentions originales de Lee les privant de tous les aspects philosophiques et produisant le jeu du film Game of Death (死亡遊戲), in Franch Le Jeu de la mort. Sont placés un peu plus de 10 minutes de scènes tournées en 1972. Mais en 2019 sont ensuite prises, dans le film de Game of Death Redux produit par The Criterion Collection[6],[7].

Concord Production Inc. a coproduit des films tels que :
- La Fureur du dragon (1972) avec la Golden Harvest et Riccardo Billi[8];
- Opération Dragon (1973) avec la Warner Bros;
- Bruce Lee, l'homme et sa légende (1973) avec la Golden Harvest;

## Distribution
Dans le film La Fureur du dragon, Lee se dit fier du résultat. Conscient du genre cinématographique, il ne souhaite pas faire paraître le film en Occident, à cause d'éventuelles divergences d'opinion au sein d'un public autre qu'asiatique. Cependant, à la suite du décès de Raymond Chow, les droits du film sont vendus hors de frontières, mais dans l'acronyme des titres hors le logo de Concord Production Inc. laissant la Golden Harvest.
Contrairement le film Opération Dragon, Raymond Chow a pris les initiales des génériques de début et de fin du film La Fureur du dragon et Le Jeu de la mort du Concord Production Inc. et Bruce Lee en tant que producteur, étant le seul producteur Raymond Chow Golden Harvest. La production de Bruce Lee dans les deux films a ensuite été publié dans divers documentaires que même Bruce Lee: A Warrior's Journey
Le film chinois alternatif Opération Dragon diffère de la version originale produite par Warner Bros résultant en tant que producteur Raymond Chow.
N'ont pas été distribués parce que pas encore trouvé :
- Environ deux minutes de métrage en 1972 qui a introduit les scènes insérés (initialement, en partie seulement, dans le film Le Jeu de la mort et par la suite) dans le film-documentaire de Bruce Lee: A Warrior's Journey;
- Et plus de deux heures de prises dans l'ensemble du film Opération Dragon.